# 讓·宗德爾·艾奇斯基
讓·宗德爾·艾奇斯基（法語：Jean Zundel Eichiski，1903年4月14日—1983年4月13日），波蘭裔法國猶太教的已故拉比。
最為人稱道的是他的私人藏書，收藏希伯來語、法語等各種語言的書籍，對於後來的猶太教研究有重大的幫助。

## 生平
他在法國猶太神學院接受完整的猶太教拉比訓練，完成訓練畢業之後，先後在呂內維爾、坦恩、格勒諾布爾擔任地區拉比。